# Incarum pavonii
Incarum pavonii är en kallaväxtart som först beskrevs av Heinrich Wilhelm Schott, och fick sitt nu gällande namn av Eduardo G. Gonçalves. Incarum pavonii ingår i släktet Incarum och familjen kallaväxter. Inga underarter finns listade.